# Joe Cooke
Joseph Cooke jr., detto Joe (14 agosto 1948 – Dallas, 12 novembre 2006), è stato un cestista statunitense, professionista nella NBA.

## Carriera
Venne selezionato dai Cleveland Cavaliers al sesto giro del Draft NBA 1970 (94ª scelta assoluta).